# Snowboard ai XXIII Giochi olimpici invernali - Halfpipe femminile
La gara di halfpipe femminile dei XXIII Giochi olimpici invernali di Pyeongchang, in Corea del Sud, si è svolta dal 12 al 13 febbraio presso il Bokwang Phoenix Park sito a Bongpyeong.

## Programma
Gli orari sono in UTC+9.
| Giorno      | Ora   | Turno          |
| ----------- | ----- | -------------- |
| 12 febbraio | 13:30 | Qualificazione |
| 13 febbraio | 10:00 | Finale         |

## Risultati

### Qualificazione
Le prime 12 atlete, al meglio delle due run, guadagnano l'accesso alla finale per le medaglie.
| Pos. | #  | Atleta            | Nazione       | Run 1 | Run 2 | Punti | Note |
| ---- | -- | ----------------- | ------------- | ----- | ----- | ----- | ---- |
| 1    | 3  | Chloe Kim         | Stati Uniti   | 91.50 | 95.50 | 95.50 | Q    |
| 2    | 10 | Liu Jiayu         | Cina          | 87.75 | 41.00 | 87.75 | Q    |
| 3    | 11 | Haruna Matsumoto  | Giappone      | 80.75 | 84.25 | 84.25 | Q    |
| 4    | 1  | Maddie Mastro     | Stati Uniti   | 83.75 | 76.00 | 83.75 | Q    |
| 5    | 2  | Queralt Castellet | Spagna        | 71.50 | 45.50 | 71.50 | Q    |
| 6    | 15 | Cai Xuetong       | Cina          | 65.75 | 69.00 | 69.00 | Q    |
| 7    | 16 | Sena Tomita       | Giappone      | 59.50 | 66.75 | 66.75 | Q    |
| 8    | 5  | Emily Arthur      | Australia     | 30.25 | 66.50 | 66.50 | Q    |
| 9    | 4  | Sophie Rodriguez  | Francia       | 65.00 | 13.50 | 65.00 | Q    |
| 10   | 9  | Mirabelle Thovex  | Francia       | 62.25 | 64.25 | 64.25 | Q    |
| 11   | 8  | Kelly Clark       | Stati Uniti   | 41.00 | 63.25 | 63.25 | Q    |
| 12   | 14 | Arielle Gold      | Stati Uniti   | 17.50 | 62.75 | 62.75 | Q    |
| 13   | 13 | Holly Crawford    | Australia     | 57.50 | 20.00 | 57.50 |      |
| 14   | 17 | Verena Rohrer     | Svizzera      | 16.50 | 55.00 | 55.00 |      |
| 15   | 6  | Kurumi Imai       | Giappone      | 54.75 | 50.00 | 54.75 |      |
| 16   | 19 | Qiu Leng          | Cina          | 50.75 | 53.75 | 53.75 |      |
| 17   | 12 | Hikaru Ōe         | Giappone      | 10.00 | 51.00 | 51.00 |      |
| 18   | 18 | Mercedes Nicoll   | Canada        | 50.00 | 48.00 | 50.00 |      |
| 19   | 20 | Elizabeth Hosking | Canada        | 25.25 | 36.75 | 36.75 |      |
| 20   | 22 | Kwon Su-noo       | Corea del Sud | 19.25 | 35.00 | 35.00 |      |
| 21   | 21 | Kaja Verdnik      | Slovenia      | 24.75 | 34.00 | 34.00 |      |
| 22   | 7  | Li Shuang         | Cina          | 24.50 | 9.25  | 24.50 |      |
| 23   | 24 | Calynn Irwin      | Canada        | 23.25 | 16.25 | 23.25 |      |
| 24   | 23 | Clémence Grimal   | Francia       | 14.25 | 13.00 | 14.25 |      |

### Finale
La finale è stata disputata al meglio delle 3 run.
| Pos.    | #  | Atleta            | Nazione     | Run 1 | Run 2 | Run 3 | Punti |
| ------- | -- | ----------------- | ----------- | ----- | ----- | ----- | ----- |
| Oro     | 12 | Chloe Kim         | Stati Uniti | 93.75 | 41.50 | 98.25 | 98.25 |
| Argento | 11 | Liu Jiayu         | Cina        | 85.50 | 89.75 | 49.00 | 89.75 |
| Bronzo  | 1  | Arielle Gold      | Stati Uniti | 10.50 | 74.75 | 85.75 | 85.75 |
| 4       | 2  | Kelly Clark       | Stati Uniti | 76.25 | 81.75 | 83.50 | 83.50 |
| 5       | 7  | Cai Xuetong       | Cina        | 20.50 | 41.25 | 76.50 | 76.50 |
| 6       | 10 | Haruna Matsumoto  | Giappone    | 70.00 | 46.25 | 65.75 | 70.00 |
| 7       | 8  | Queralt Castellet | Spagna      | 59.75 | 67.75 | 43.75 | 67.75 |
| 8       | 6  | Sena Tomita       | Giappone    | 65.25 | 34.50 | 60.50 | 65.25 |
| 9       | 3  | Mirabelle Thovex  | Francia     | 59.50 | 30.25 | 63.00 | 63.00 |
| 10      | 4  | Sophie Rodriguez  | Francia     | 50.50 | 14.75 | 13.75 | 50.50 |
| 11      | 5  | Emily Arthur      | Australia   | 48.25 | 9.25  | 25.00 | 48.25 |
| 12      | 9  | Maddie Mastro     | Stati Uniti | 14.00 | 7.50  | 6.50  | 14.00 |